# Vysoká Pec
Vysoká Pec là một làng thuộc huyện Chomutov, vùng Ústecký, Cộng hòa Séc.